# Günter Felkel
Günter Felkel (* 5. August 1921 in Dresden; † 24. Juli 2001 ebenda) war ein deutscher Schriftsteller.

## Leben und Werk
Felkel war der Sohn einer Dresdner Arbeiterfamilie. Er absolvierte eine Lehre als Drogist. 1941 wurde er zur Wehrmacht eingezogen, und er nahm am Zweiten Weltkrieg teil. Nach der Entlassung aus der Kriegsgefangenschaft gründete er 1945 in Dresden ein kleines Theater, das Dresdner Künstlerstudio. Am Dresdner Rundfunksender arbeitete er als Autor, Regisseur und Sprecher. Kurze Zeit trat er auch als Parodist auf. 1948 wurde sein Büchner-Stück Unsterbliche Flamme im Theater aufgeführt. 1949 schrieb er für ein Hörspiel den dramatischen Text Belastungsprobe. In der Folgezeit schrieb er insbesondere Tatsachenromane, Erzählungen, Texte für Fernseh- und Hörspiele und das Theater, Liedtexte und Gedichte. Dabei gestaltet er Texte zu weltpolitischen Ereignissen spannend, aber „nicht ohne kolportagehafte Züge“.
Felkel wurde auf dem Friedhof Bühlau bestattet.

## Weitere Werke (unvollständig)
- Aufstand (Drama, Uraufführung 1949)
- Die Welle (Laienspiel für das Theaterensemble des VEB Edelstahlwerk 8. Mai 1945 in Freital; Uraufführung 1949)
- Maikantate (1951, Liedtext, Musik Paul Kurzbach)
- Fahrt frei (Kantatentext, Musik von Siegfried Kurz, P. Fischer und Johannes Paul Thilmann, Uraufführung 1952)
- Kampf um Erdöl (Drama, Uraufführung 1953 am Mecklenburgischen Staatstheater Schwerin)
- Brennpunkt Orient (1956; Abenteuerroman; Verlag Tribüne, Berlin)
- Narkose (Drama, Uraufführung 1957)
- Kleines Ehrengericht (Fernsehspiel, Uraufführung 1963)
- Terror (Hörspiel, Uraufführung 1963)
- Menschen im Hurrikan (1963; Buchverlag der Morgen, Berlin; Tatsachenroman zur Ermordung von Jesús Galíndez Suárez)
- Angst im Nacken (1963, Kriminalerzählung; Verlag das Neue Berlin)
- Attentäter (1964, Erzählung)